# Fouilloy (Oise)
 Fouilloy  es una comuna y población de Francia, en la región de Picardía, departamento de Oise, en el distrito de Beauvais y cantón de Formerie. Está integrada en la Communauté de communes de la Picardie Verte .

## Demografía
Su población en el censo de 1999 era de 194 habitantes.
| 258 | 284 | 317 | 265 | 274 | 275 | 281 | 290 | 268 | 260 | 247 | 251 | 253 | 253 | 232 | 263 | 217 | 212 | 220 | 207 | 245 | 249 | 244 | 216 | 203 | 213 | 269 | 284 | 255 | 206 | 177 | 194 |
| Para los censos de 1962 a 1999 la población legal corresponde a la población sin duplicidades (Fuente: INSEE [Consultar]) |     |     |     |     |     |     |     |     |     |     |     |     |     |     |     |     |     |     |     |     |     |     |     |     |     |     |     |     |     |     |     |